# International Maize and Wheat Improvement Center
Das International Maize and Wheat Improvement Center (CIMMYT; span. für Centro Internacional de Mejoramiento de Maíz y Trigo) ist eine international tätige Forschungseinrichtung, die sich für den Mais- und Weizenanbau durch die Entwicklung verbesserten Saatguts und verbesserter Anbaupraktiken einsetzt. CIMMYT ist eines der 15 Institute der Consultative Group on International Agricultural Research.
CIMMYT kooperiert seit Jahrzehnten mit der Universität Hohenheim. Die Pflanzenzüchter F. Wolfgang Schnell und Wolfgang Gerhard Pollmer wurden von CIMMYT ausgezeichnet.